# 瓦斯科山
84°34′S 176°58′W / 84.567°S 176.967°W
瓦斯科山（英語：Mount Wasko），是南極洲的山峰，位於杜費克海岸，處於法蘭克山以北6公里的沙克爾頓冰川西岸，屬於毛德王后山脈的一部分，海拔高度1,170米，由美國研究隊發現，現時由南極條約體系管理。